# 戸田泉
戸田 泉（とだ いずみ）は、日本の弁護士（第一東京弁護士会所属）、投資家。
東京都出身。弁護士法人ITJ法律事務所代表。

## 略歴
- 奈良学園中学卒業
- 暁星学園高等学校卒業
- 東京大学法学部卒業
- 弁護士登録後、東京永和法律事務所勤務
- ITJ法律事務所設立
- 自身の参加企業を通じてアルデプロ、メディビック、フォンツ・ホールディングスなどでも大株主として名前を連ねた。また ライブドア集団訴訟をも手掛けた[3]。